# Thomas Ephestion
Thomas Ephestion (Sucy-en-Brie, 9 giugno 1995) è un calciatore francese, centrocampista svincolato della nazionale martinicana.

## Carriera

### Club
Ha debuttato fra i professionisti con il Valenciennes 2 il 12 gennaio 2013, disputando l'incontro di Championnat de France amateur vinto 1-0 contro il Chambly.

### Nazionale
Il 23 marzo 2019 ha debuttato con la nazionale martinicana giocando l'incontro di CONCACAF Nations League vinto 0-1 contro la Guadalupa.
Ha partecipato alla CONCACAF Gold Cup 2023.

## Statistiche

### Cronologia presenze e reti in nazionale
| Cronologia completa delle presenze e delle reti in nazionale ― Martinica | Cronologia completa delle presenze e delle reti in nazionale ― Martinica | Cronologia completa delle presenze e delle reti in nazionale ― Martinica | Cronologia completa delle presenze e delle reti in nazionale ― Martinica | Cronologia completa delle presenze e delle reti in nazionale ― Martinica | Cronologia completa delle presenze e delle reti in nazionale ― Martinica | Cronologia completa delle presenze e delle reti in nazionale ― Martinica | Cronologia completa delle presenze e delle reti in nazionale ― Martinica |
| Data                                                                     | Città                                                                    | In casa                                                                  | Risultato                                                                | Ospiti                                                                   | Competizione                                                             | Reti                                                                     | Note                                                                     |
| ------------------------------------------------------------------------ | ------------------------------------------------------------------------ | ------------------------------------------------------------------------ | ------------------------------------------------------------------------ | ------------------------------------------------------------------------ | ------------------------------------------------------------------------ | ------------------------------------------------------------------------ | ------------------------------------------------------------------------ |
| 23-3-2019                                                                | Les Abymes                                                               | Guadalupa                                                                | 0 – 1                                                                    | Martinica                                                                | CONCACAF Nations League 2019-2020 - Qualificazioni                       | -                                                                        | 78’                                                                      |
| Totale                                                                   |                                                                          | Presenze                                                                 | 1                                                                        |                                                                          | Reti                                                                     | 0                                                                        |                                                                          |